# Kloster Lohhof

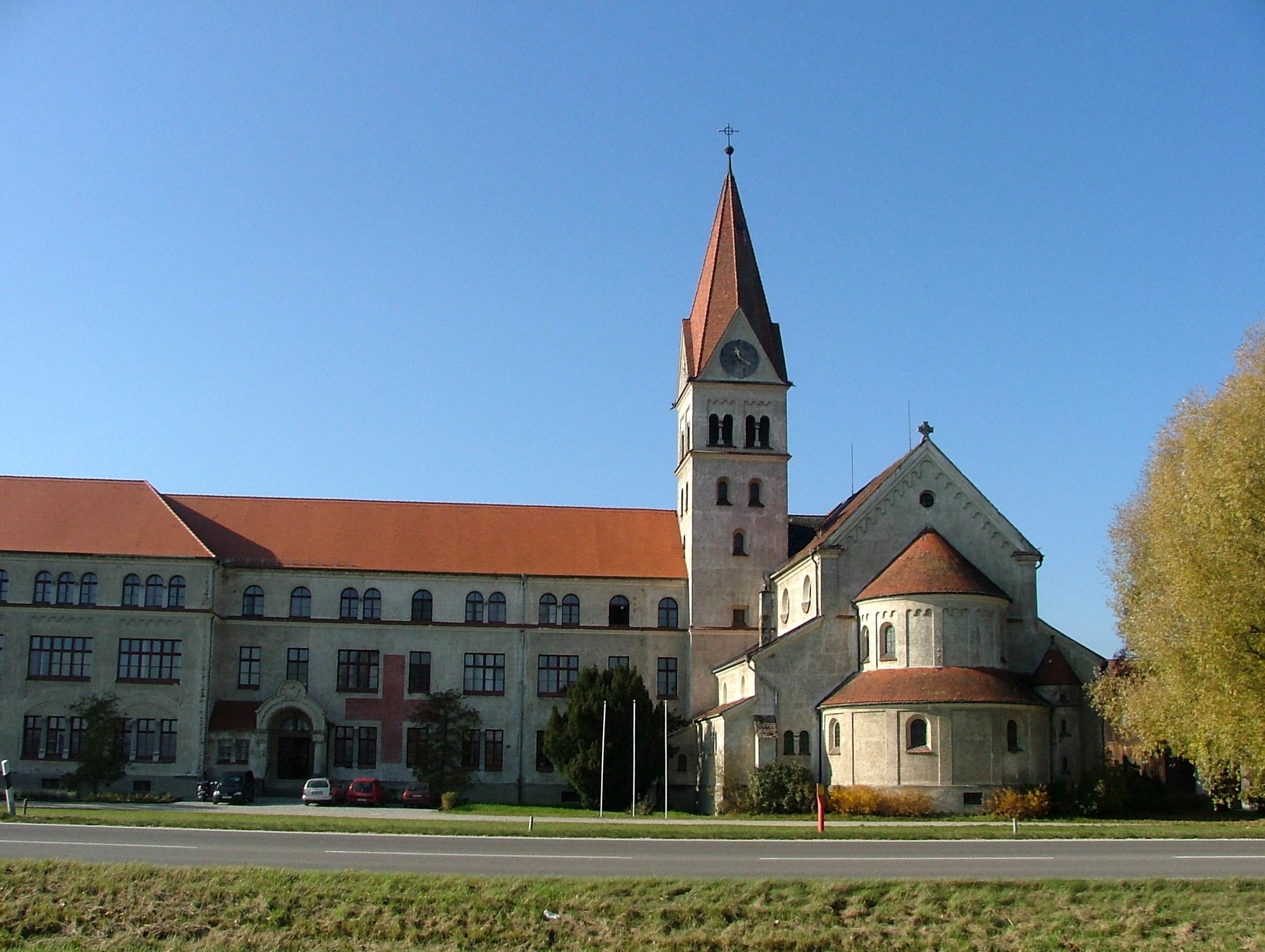
Lohhof Ostseite, das große Rote Kreuz erinnert an die Kriegszeit, als das Kloster Lazarett war.

Das Kloster Lohhof liegt in Lohhof, einem Ortsteil von Mindelheim an der Bundesstraße 16.

## Geschichte
Der 1445 erstmals erwähnte Lohhof kam 1616 in den Besitz von Christoph Fugger, wurde Gestüt, und ging 1699 über in das Eigentum des bayerischen Herzogs Maximilian Philipp. 1706 kam er als Schenkung an die Englischen Fräulein in Mindelheim und 1814 in Privatbesitz.
Um 1900 wuchs der Bedarf an Betreuung für Waisenkinder und schulischer Ausbildung für Mädchen, ebenso die Zahl von Bewerberinnen für das Klosterleben. Es bedeutete für viele einen sozialen Aufstieg, so dass sich die Anwärterinnen auf Wartelisten setzen lassen mussten. In diesem Zusammenhang erwies sich die Klosteranlage bald als zu klein, so dass die Leitung des Klosters 1902 den Kauf des Lohhofs zur Errichtung eines Klostergebäudes mit Waisenhaus neben dem Gutshof beschloss. Der Kaufpreis betrug 100.000 Reichsmark. Der Neubau von Kloster, Kirche und Waisenhaus erfolgte in den Jahren 1903 bis 1907. Bauherrin war Priorin M. Ludwiga Nickl. Sie beauftragte den Münchner Architekten Hans Schurr (1864–1934) für den Bau. Schurr konnte als Vertreter des Historismus Architekturentwürfe aller gängigen Stile liefern, Romanik, Gotik, Renaissance und Barock. Auf Wunsch des Ordens sollte das Kloster im neuromanischen Stil nach dem Vorbild des Dominikanerinnenklosters Regensburg erbaut werden. Die drei Baukörper, Kirche, Waisenhaus und Kloster fanden Platz in einer quadratischen Anlage mit Klostergarten und Kreuzgang in der Mitte. Darüber hinaus wurden Wände, Bögen, Gitter, Türen, Fenster, Bänder und Treppenhäuser auch im Jugendstil gestaltet. Dekor und Schmuck aus dieser Zeit sind reich und vollständig erhalten. Kirche, Schwesternchor, Kommunionsaal, Kapitelsaal und Refektorium sind aneinandergereiht, sie steigern sich in ihrer Wirkung zu einem einzigartigen Ensemble.
1939 bis 1944 wurden Kriegsflüchtlinge im Lohhof untergebracht, 1942 bis 1945 war das Kloster Hilfslazarett und ab 1945 bis 2001 bestand hier ein Altenheim.
Nachdem 2001 die Dominikanerinnen das Kloster verlassen hatten, übernahm 2006 die Augsburger Lehmbau e. V., Gesellschaft für Bildung und Arbeit, den Lohhof.

## Suchtentwöhnungsseinrichtung
Seit Sommer 2007 ist die Kompass Drogenhilfe mit einer Entwöhnungseinrichtung im Ostflügel des Klostergebäudes untergebracht. Sie bietet im Lohhof eine Orientierung an den eigenen Kompetenzen. 25 Frauen und Männer leben in der Regel sechs Monate im Lohhof, die von fast 20 haupt-, neben- und ehrenamtlichen Helfern begleitet werden.
Seit Beginn 2012 entsteht im Westflügel ein weiteres Hilfsangebot, eine Einrichtung für mehrfach beeinträchtigte suchtkranke Menschen.

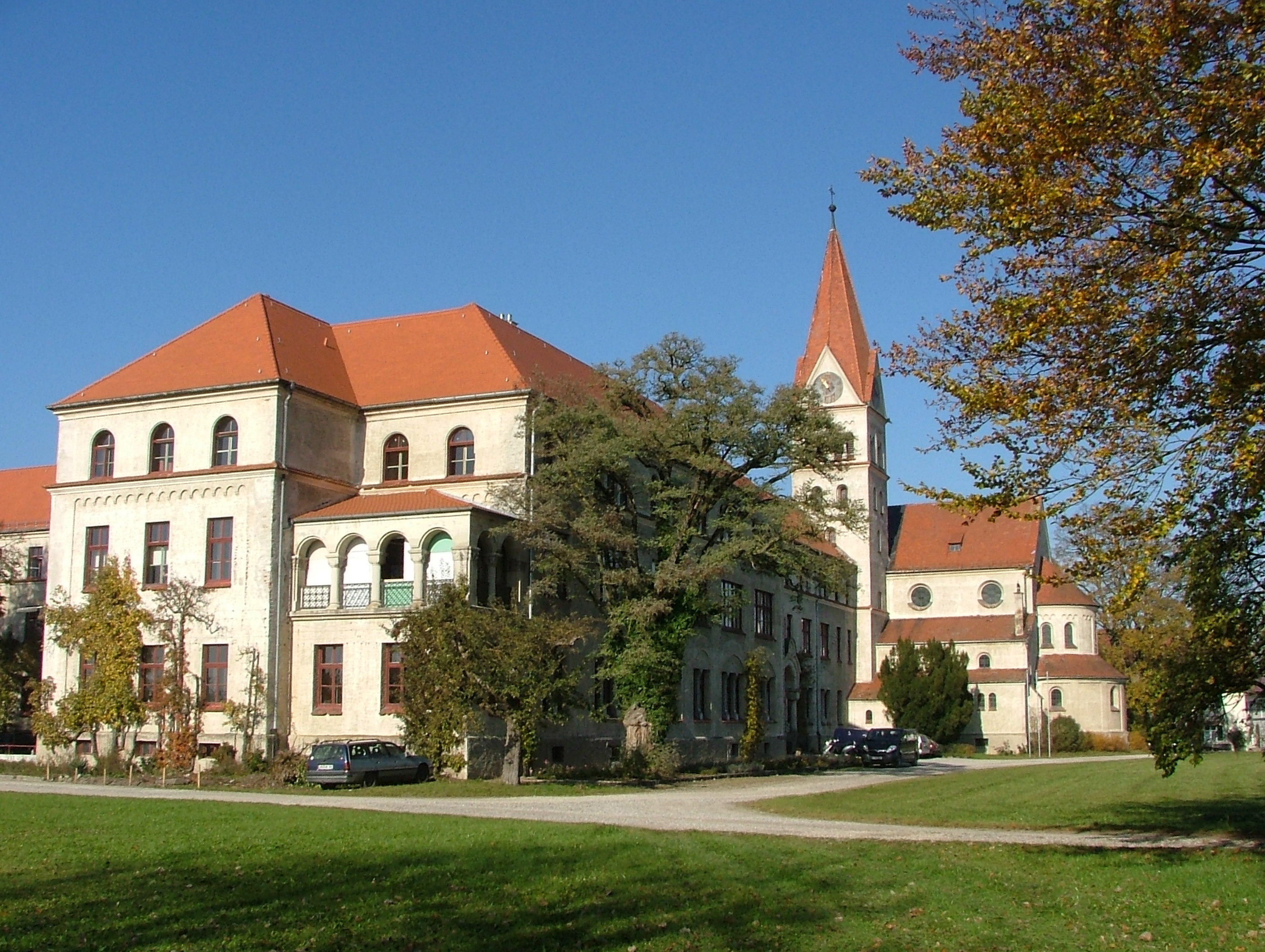
Auf der Südseite ein Anbau mit Loggia
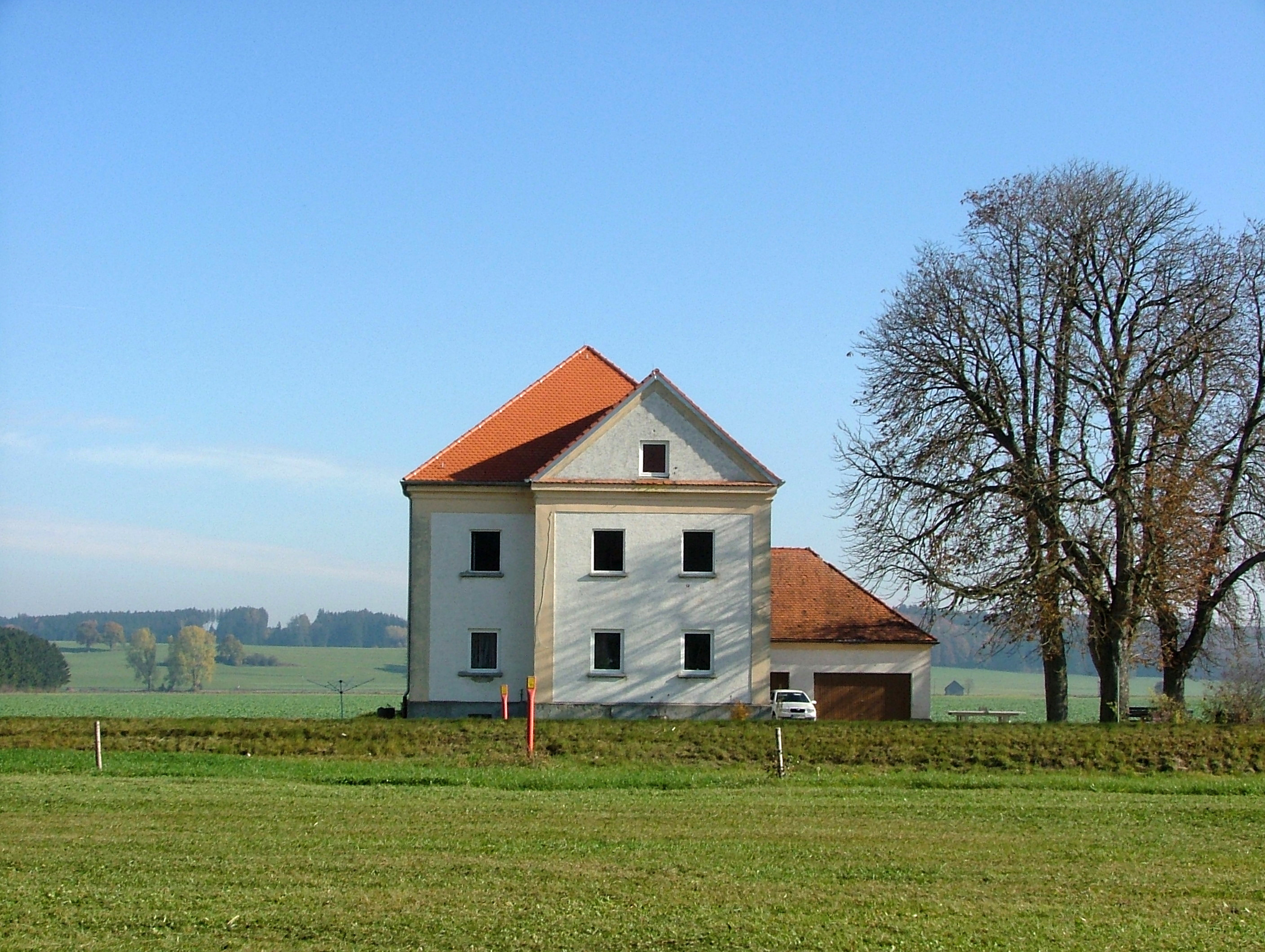
Haus des Gutsverwalter
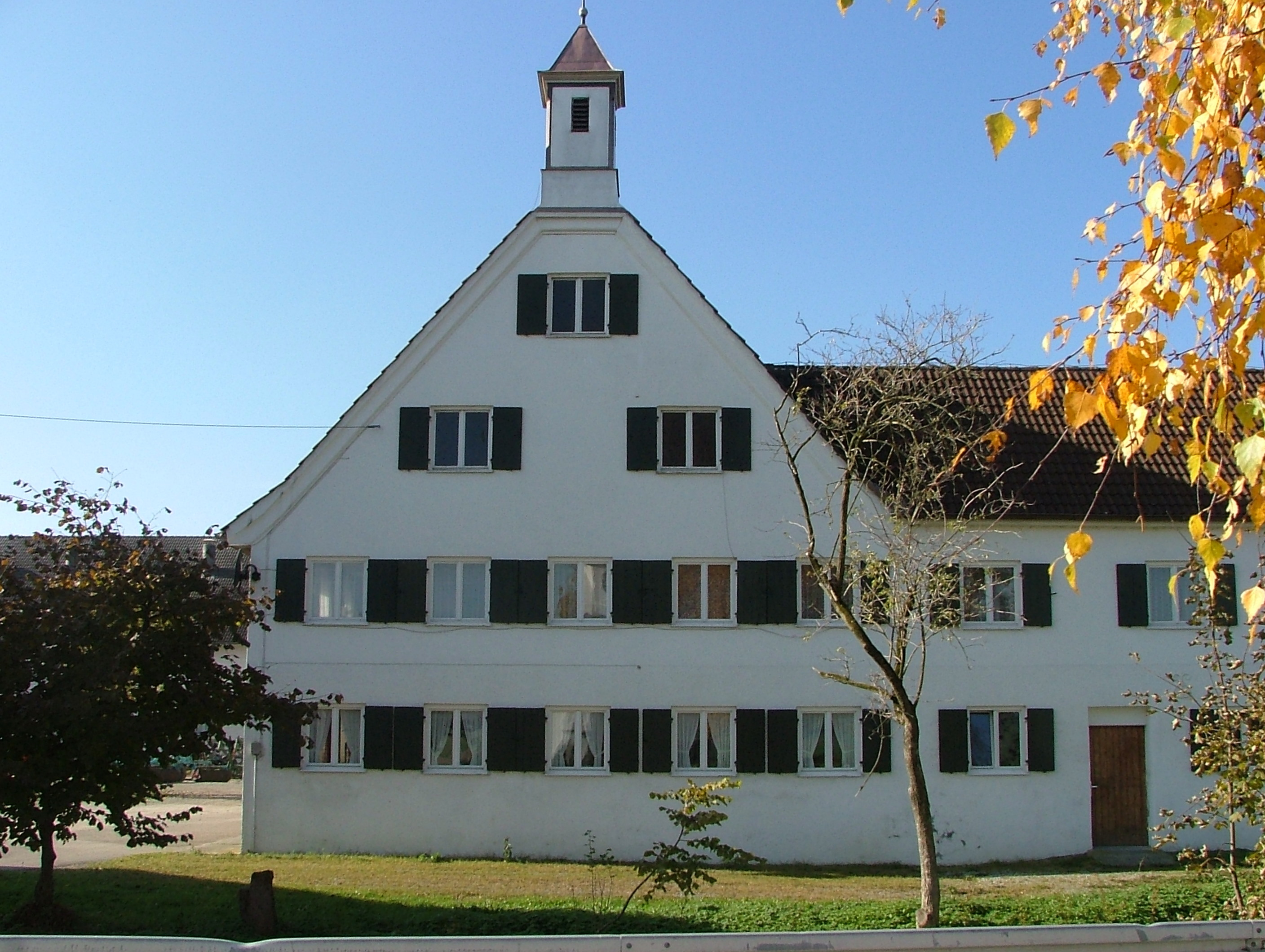
Der Gutshof ist der älteste Teil des Lohhofs.
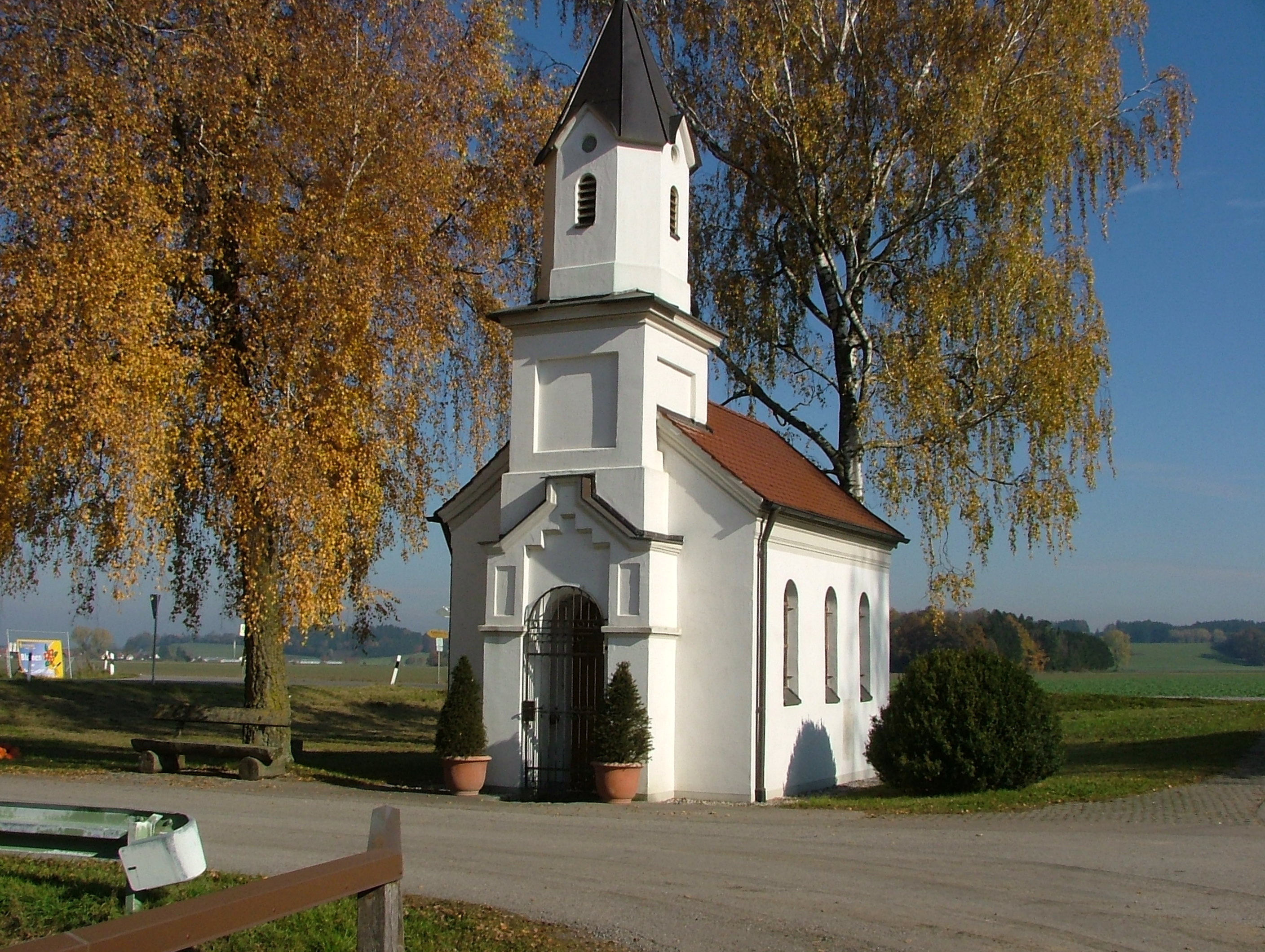
Die St.-Anna-Kapelle neben dem Gutshof.
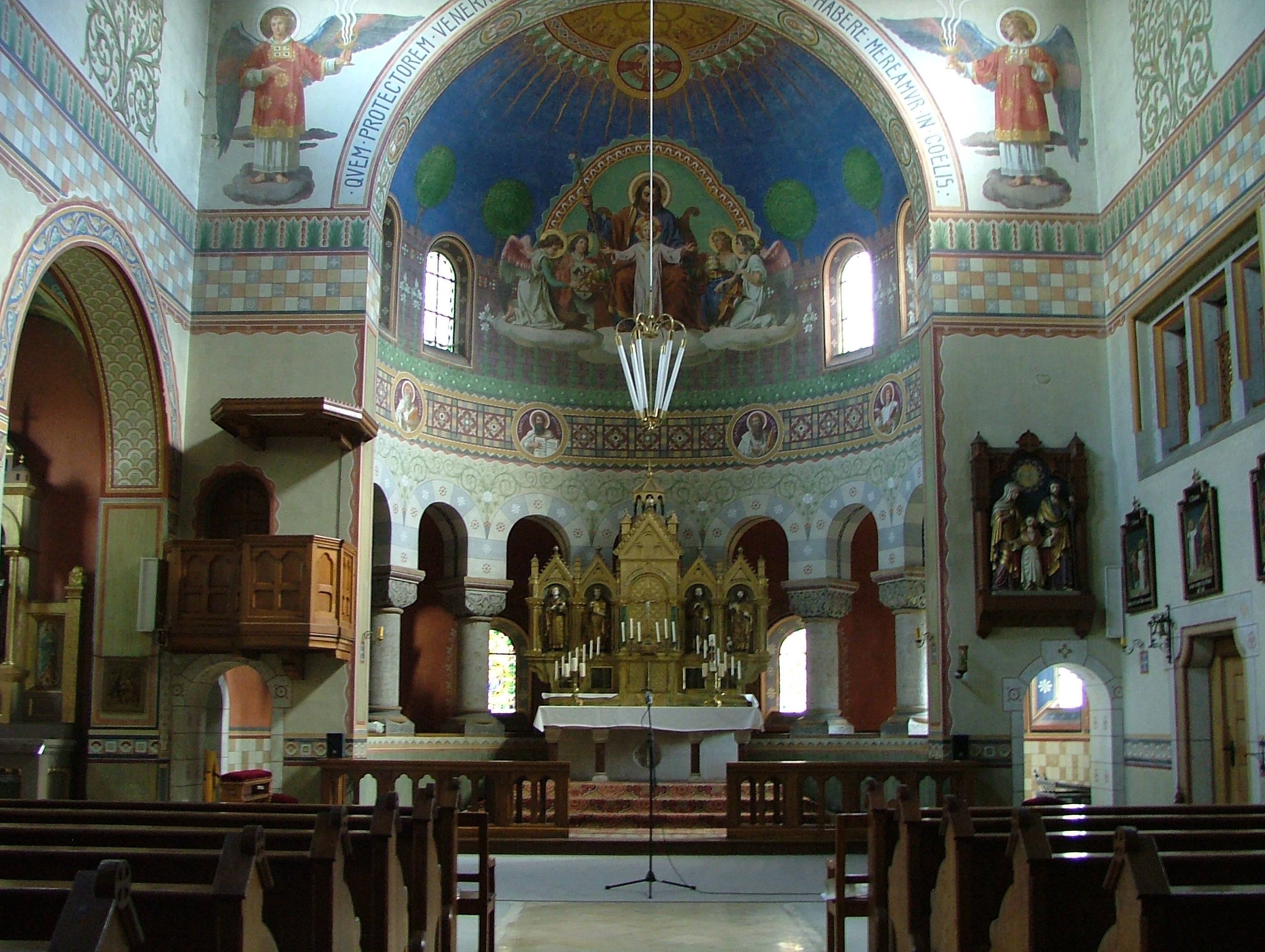
Säulen und Rundbögen gestalten den Altarraum.
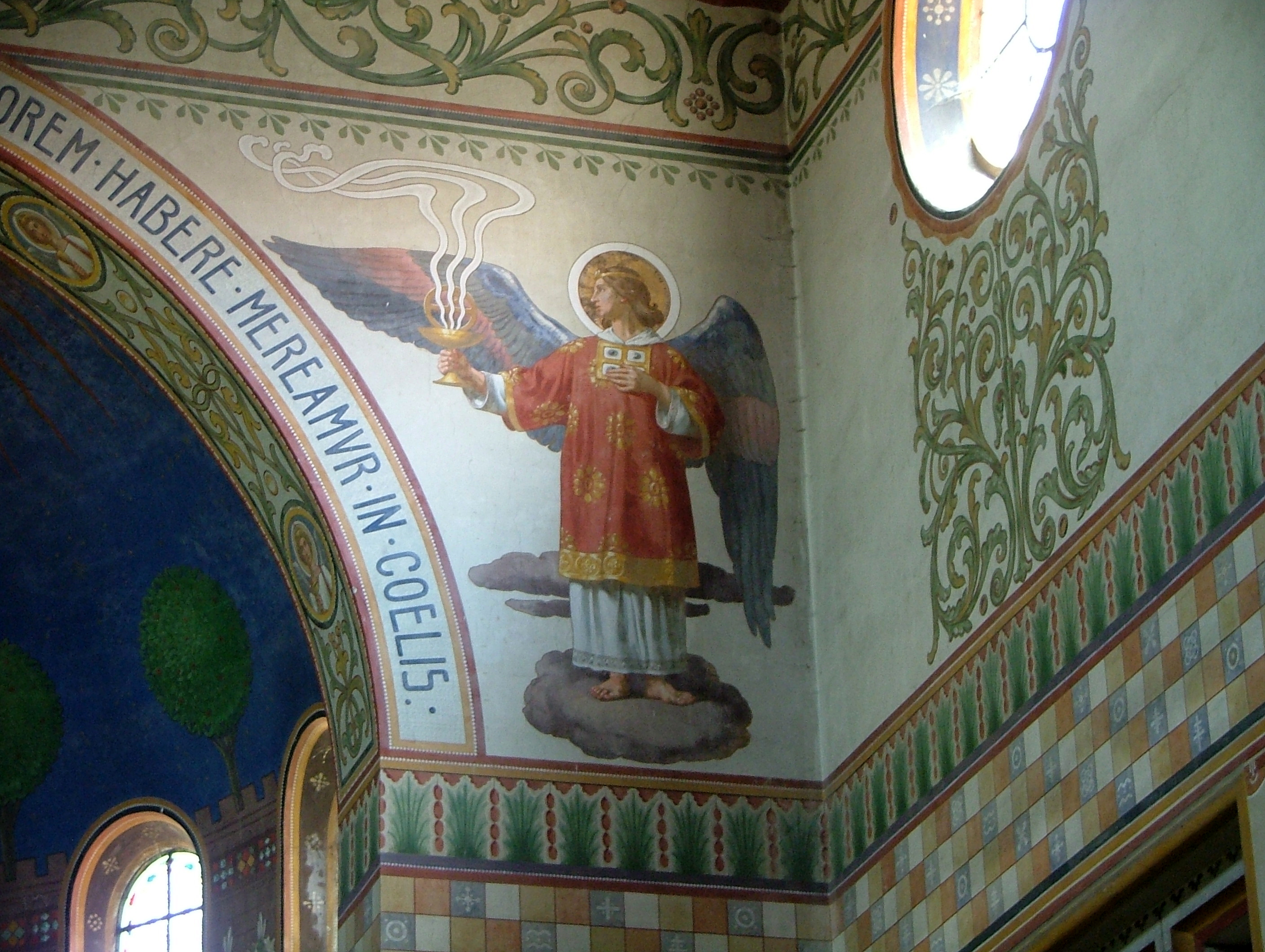
Seraphin, die Rauchfahne entweicht im typischen Jugendstil
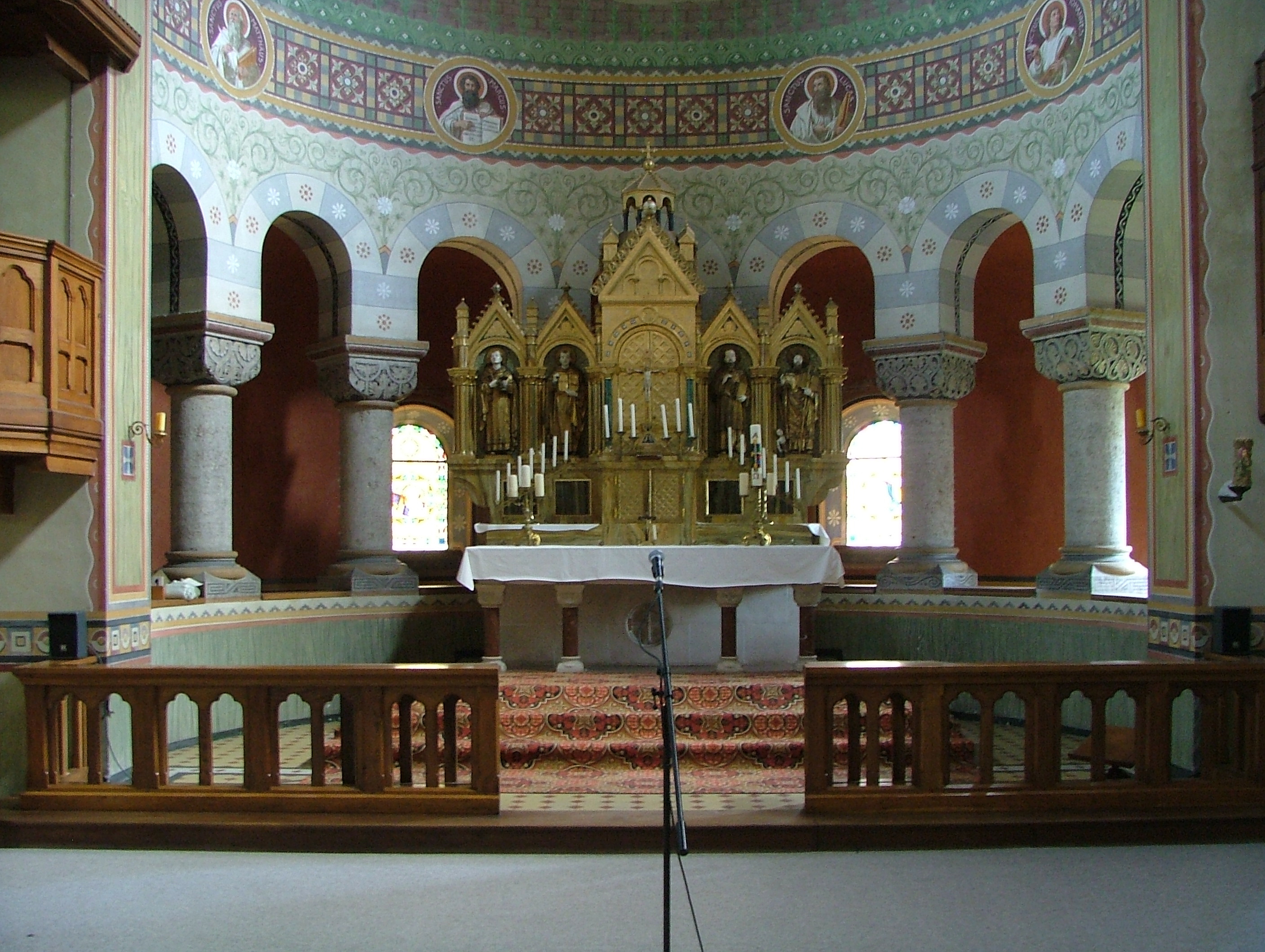
Prachtvoller Hochaltar
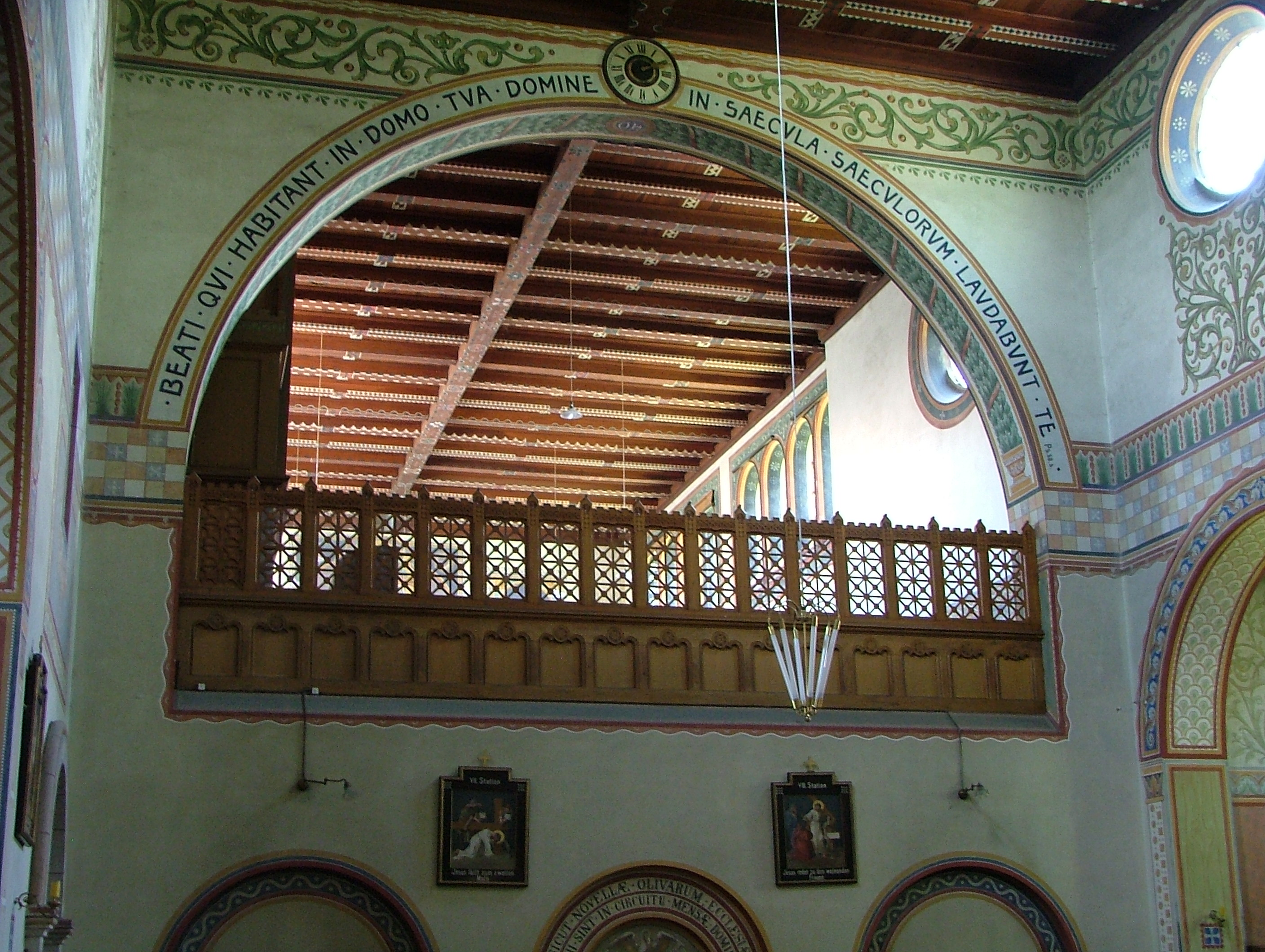
Kunstvolle Holzgitter trennen den Nonnenchor von der Kirche.
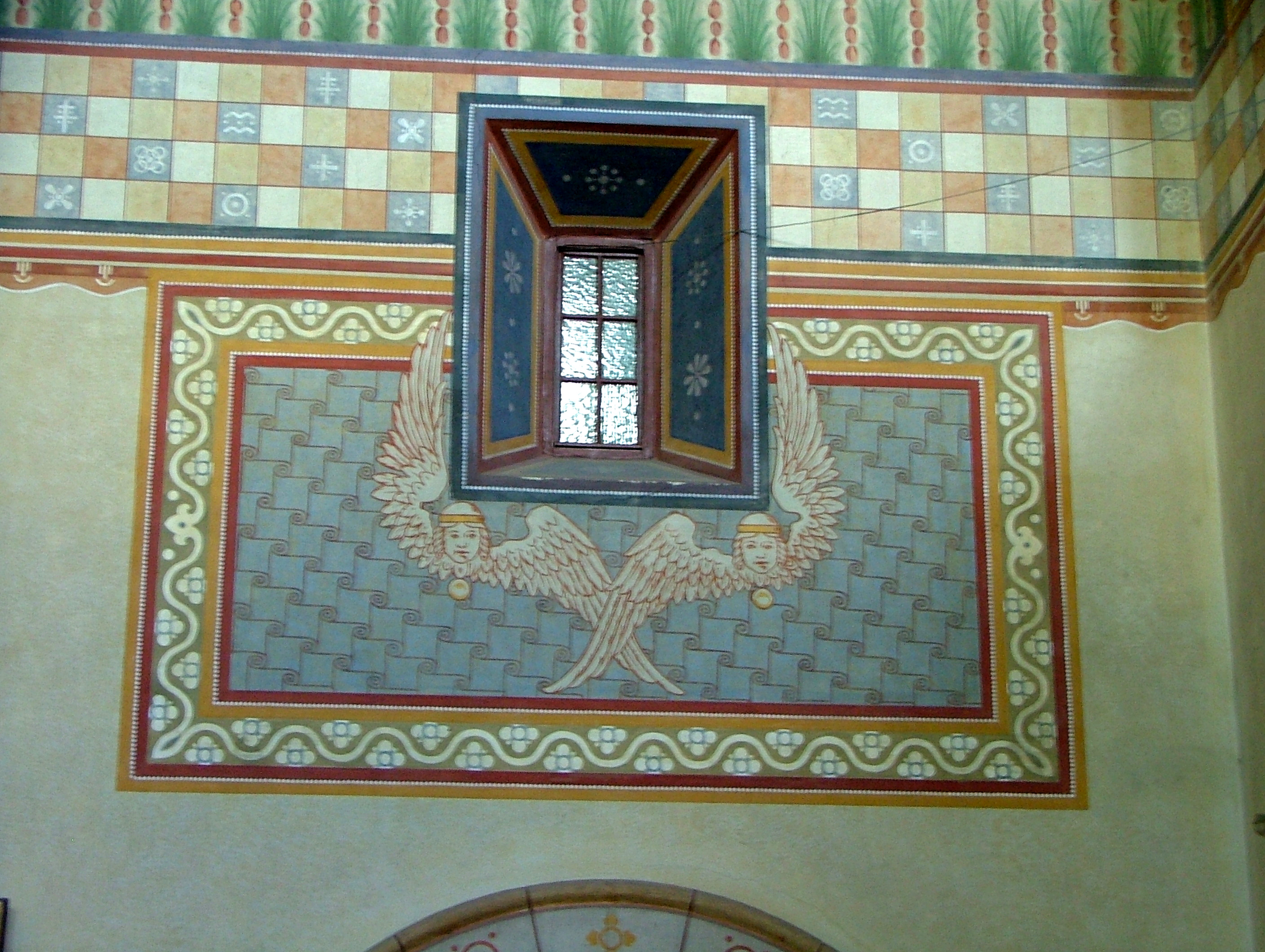
Romanischer Stil, Ornamente, Jugendstilelemente
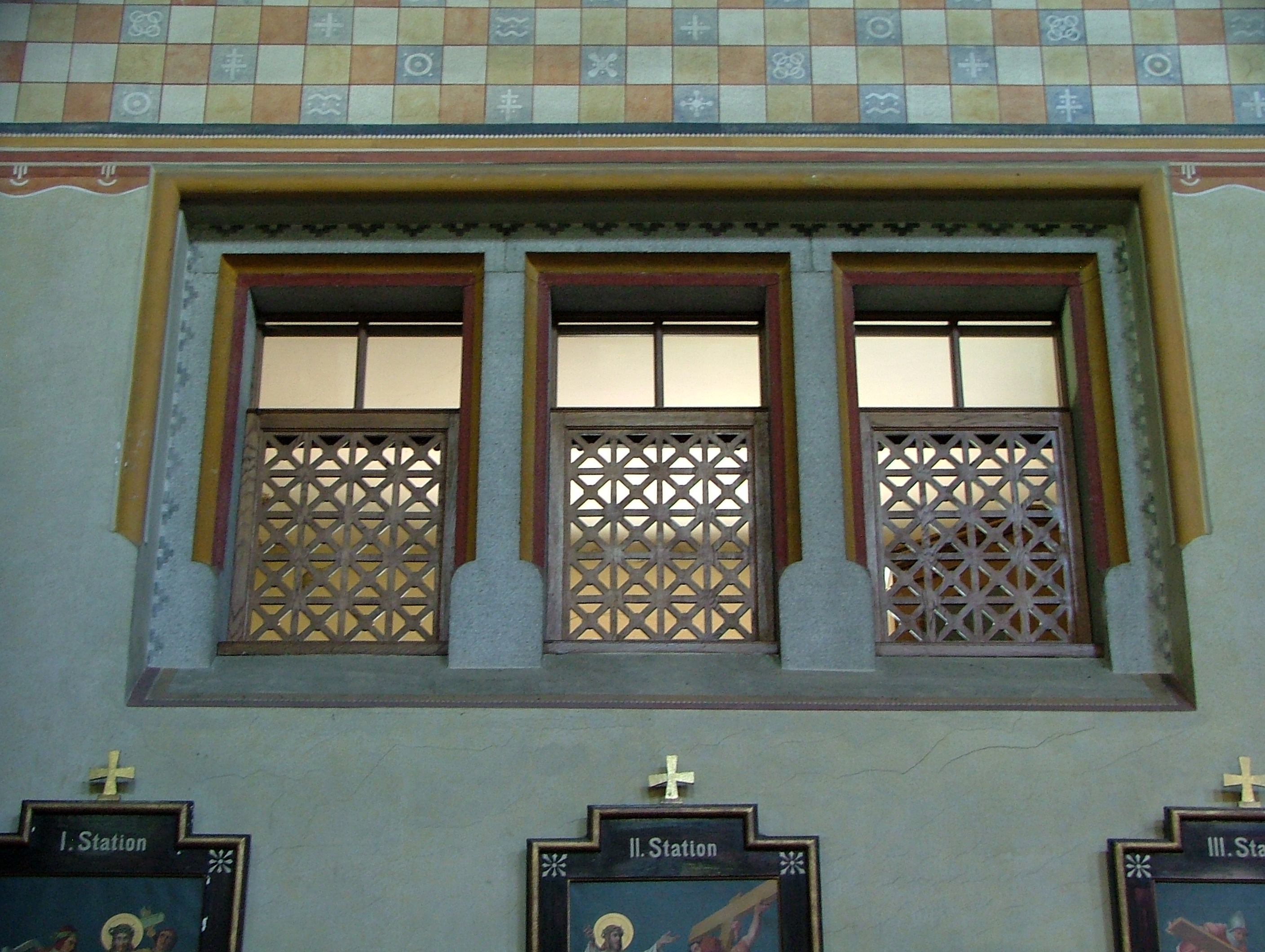
Kunstvolle Fenstergitter
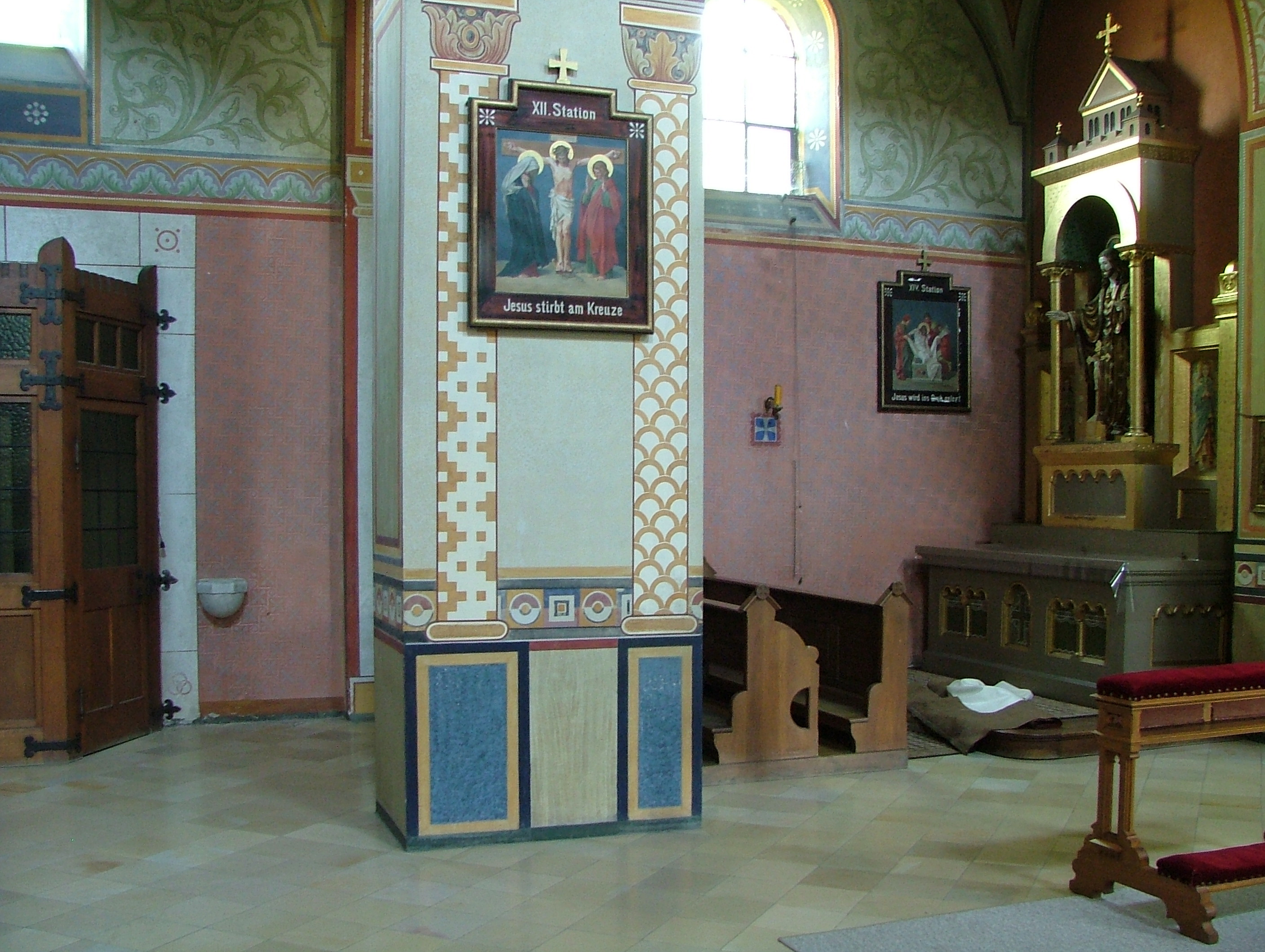
Kreuzwegstationen am Seitenschiff
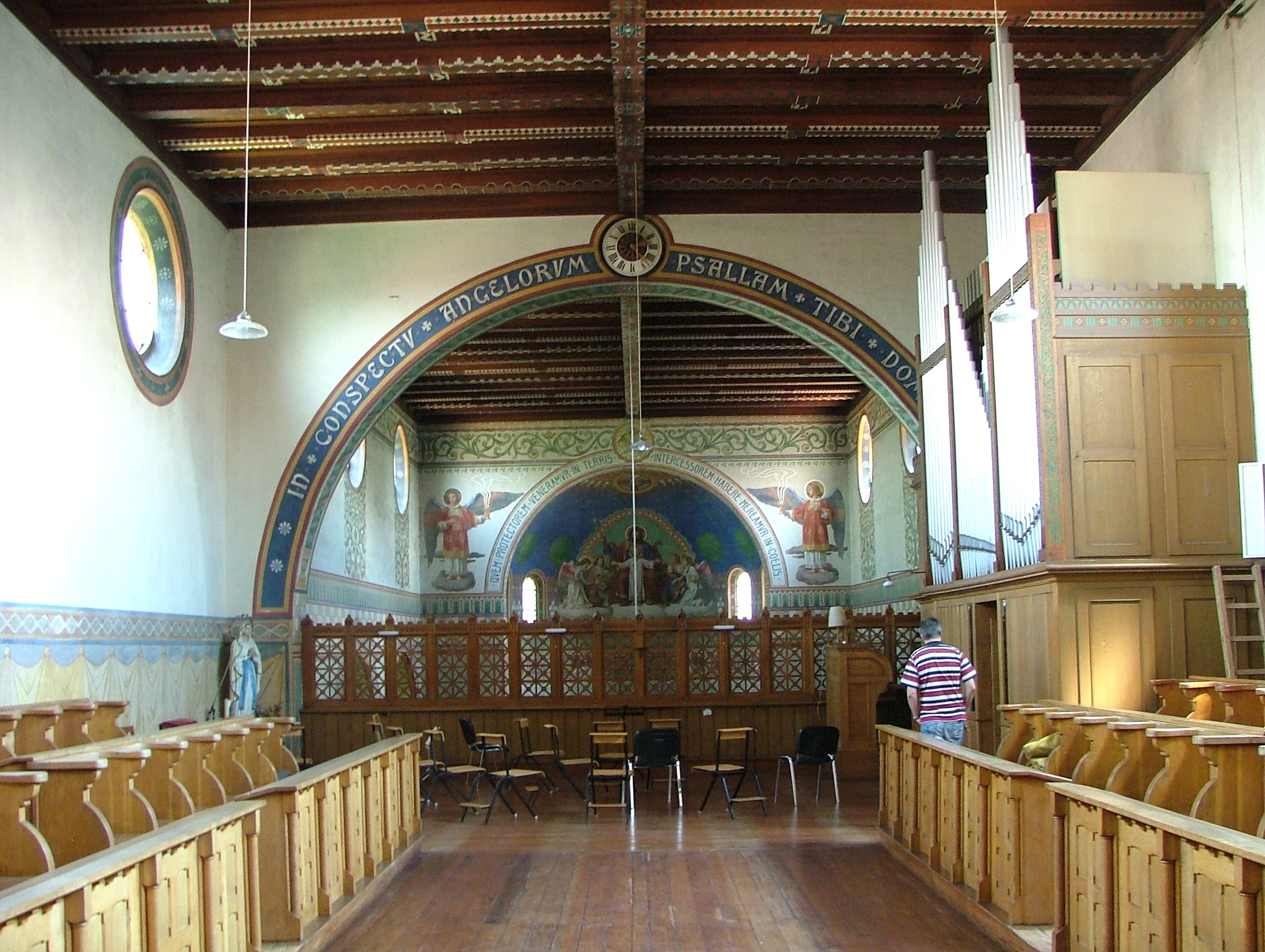
Die Orgel begleitete den Gesang der Schwestern.
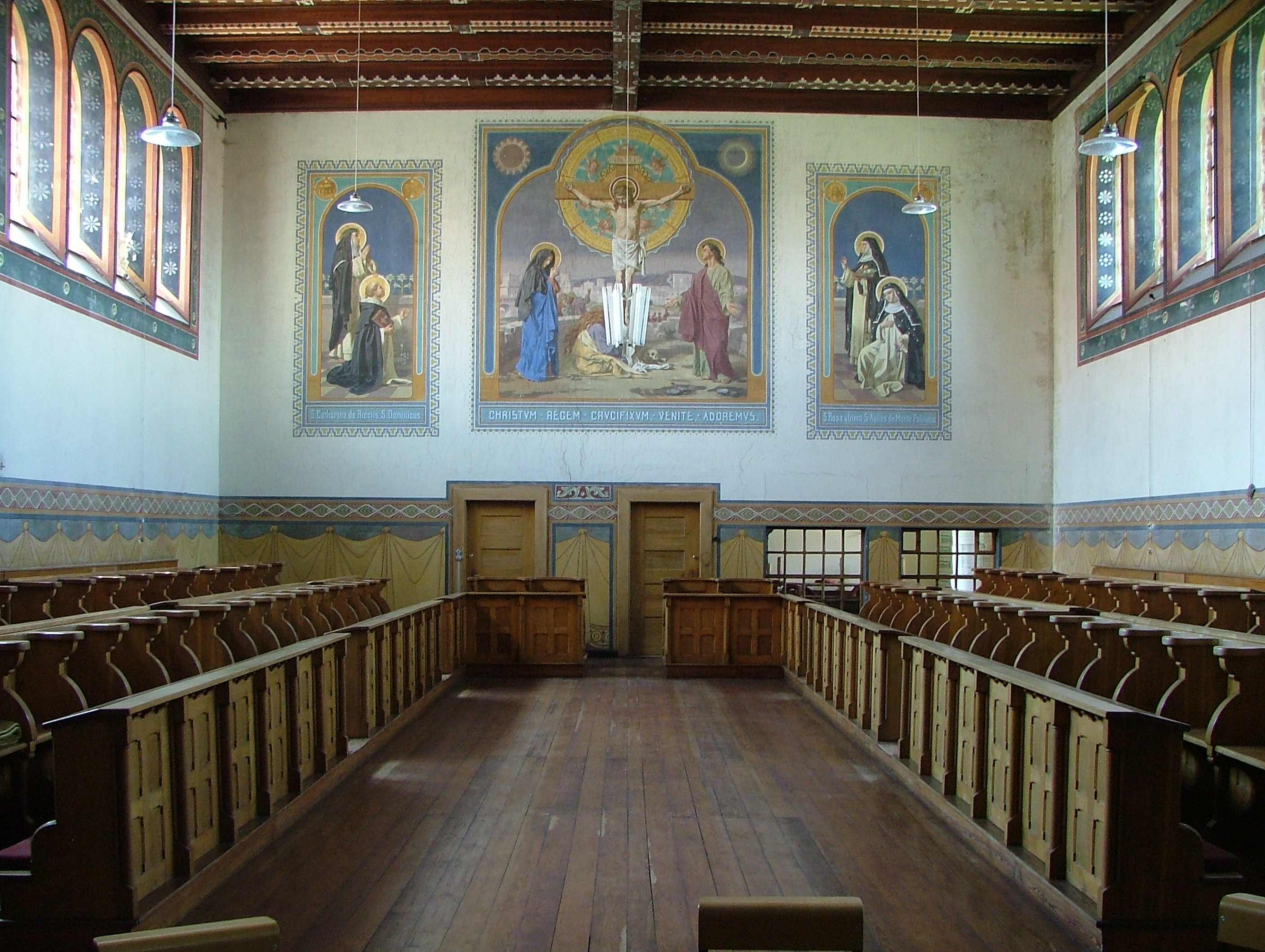
Die Schwestern feierten im Chor die Hl.Messe mit.
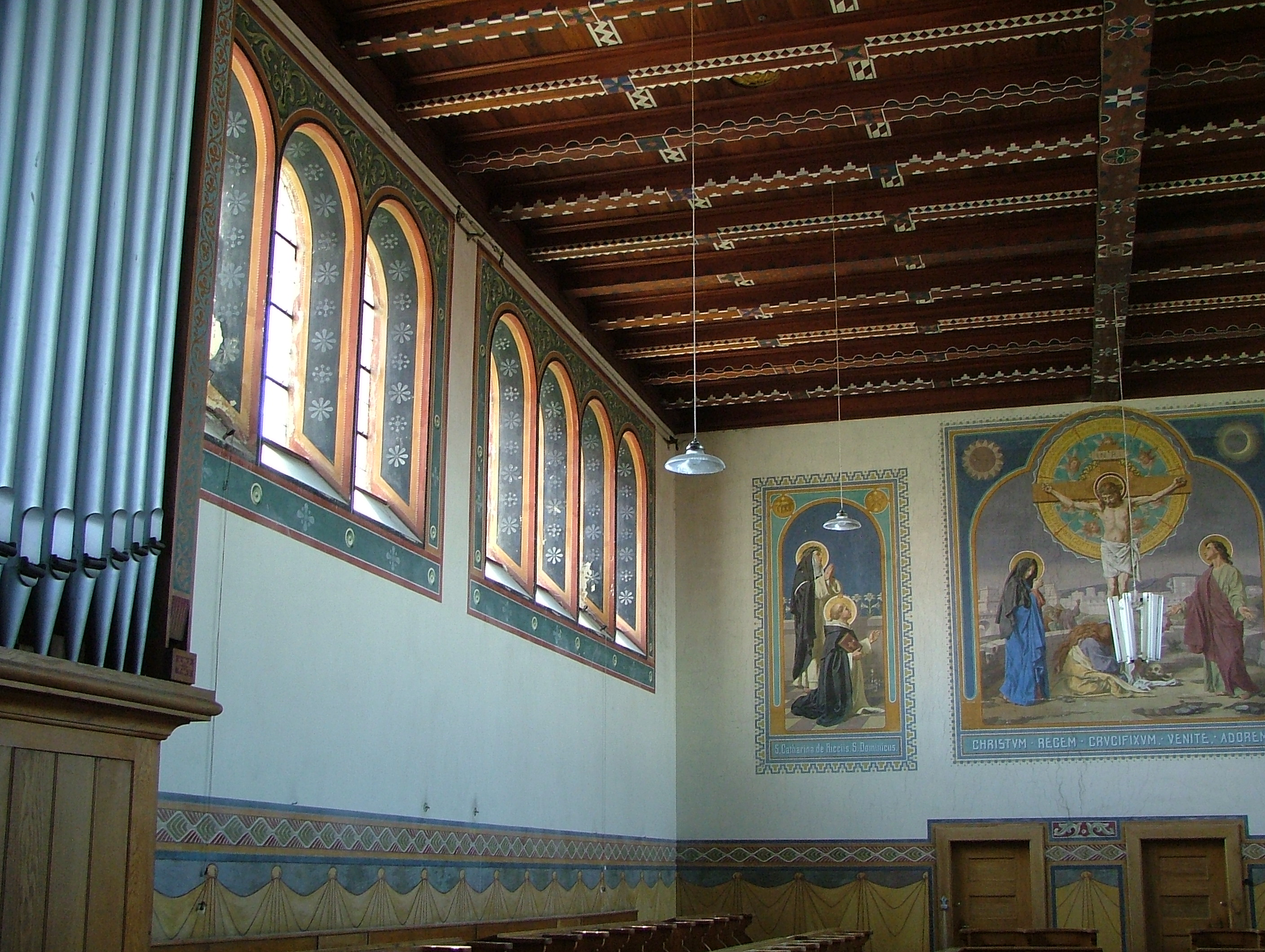
Prächtig ausgemalte Fensterlaibungen
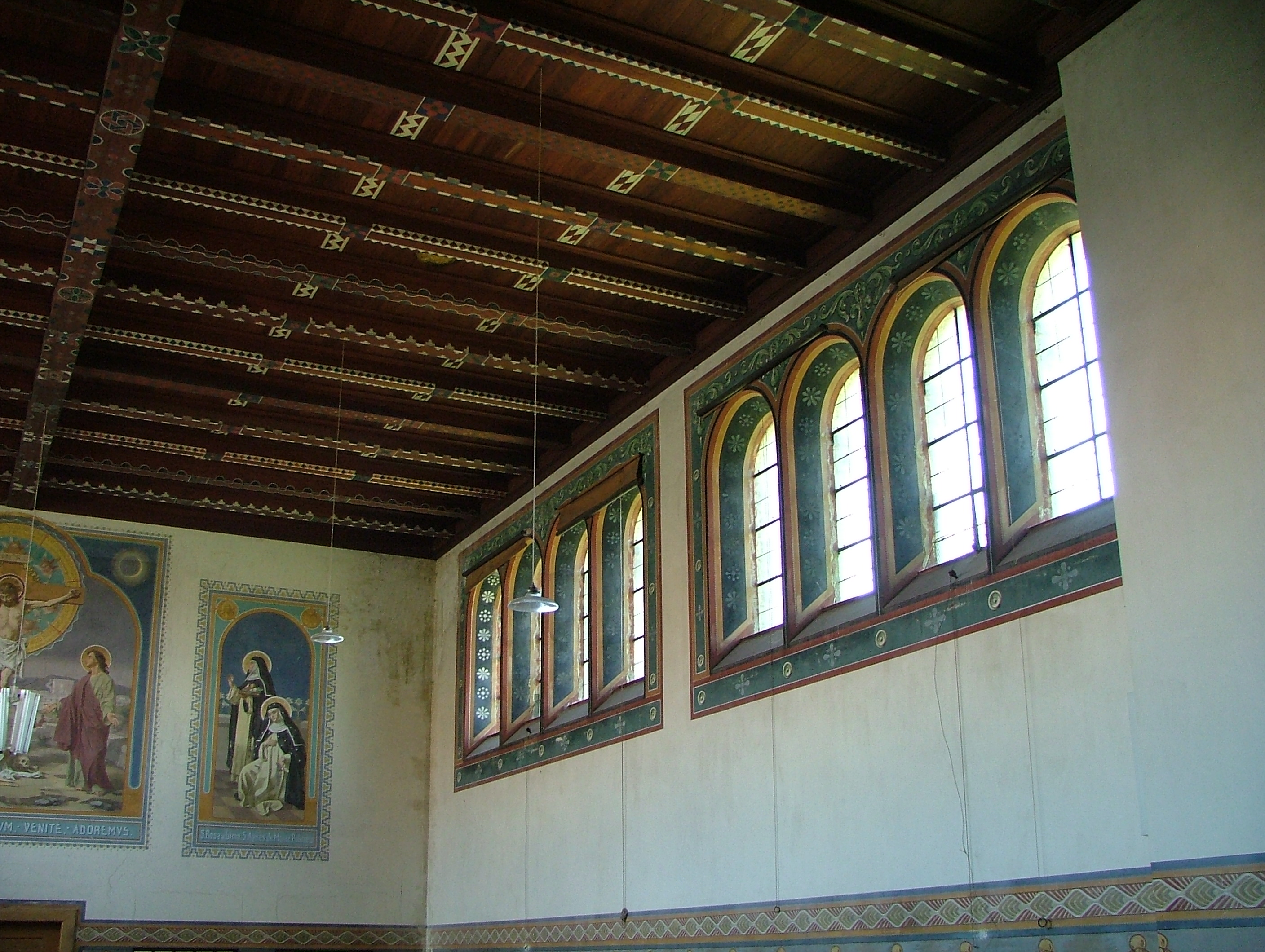
Der Nonnenchor war ausschließlich für die Schwestern.
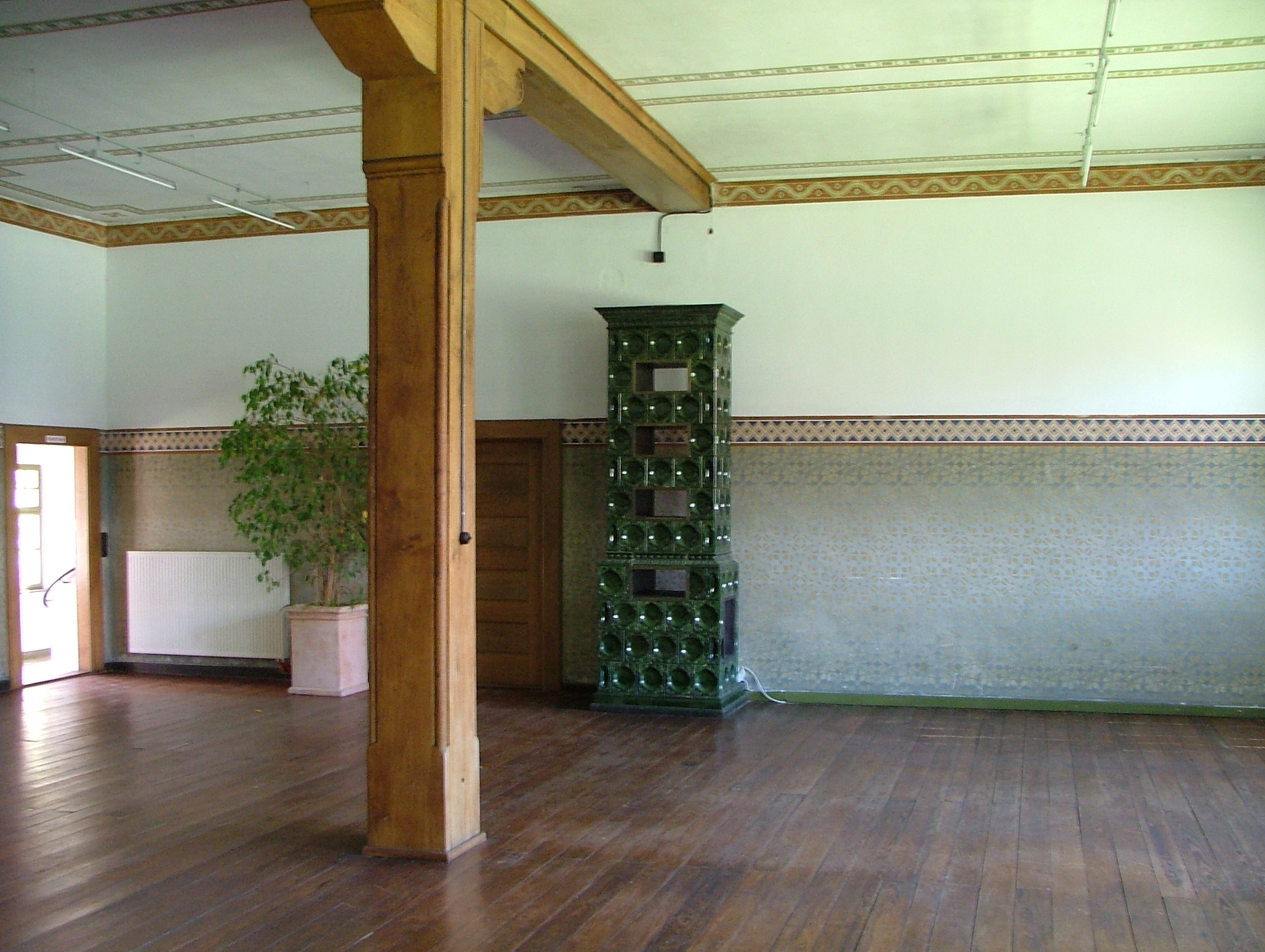
Kachelofen im Kapitelsaal
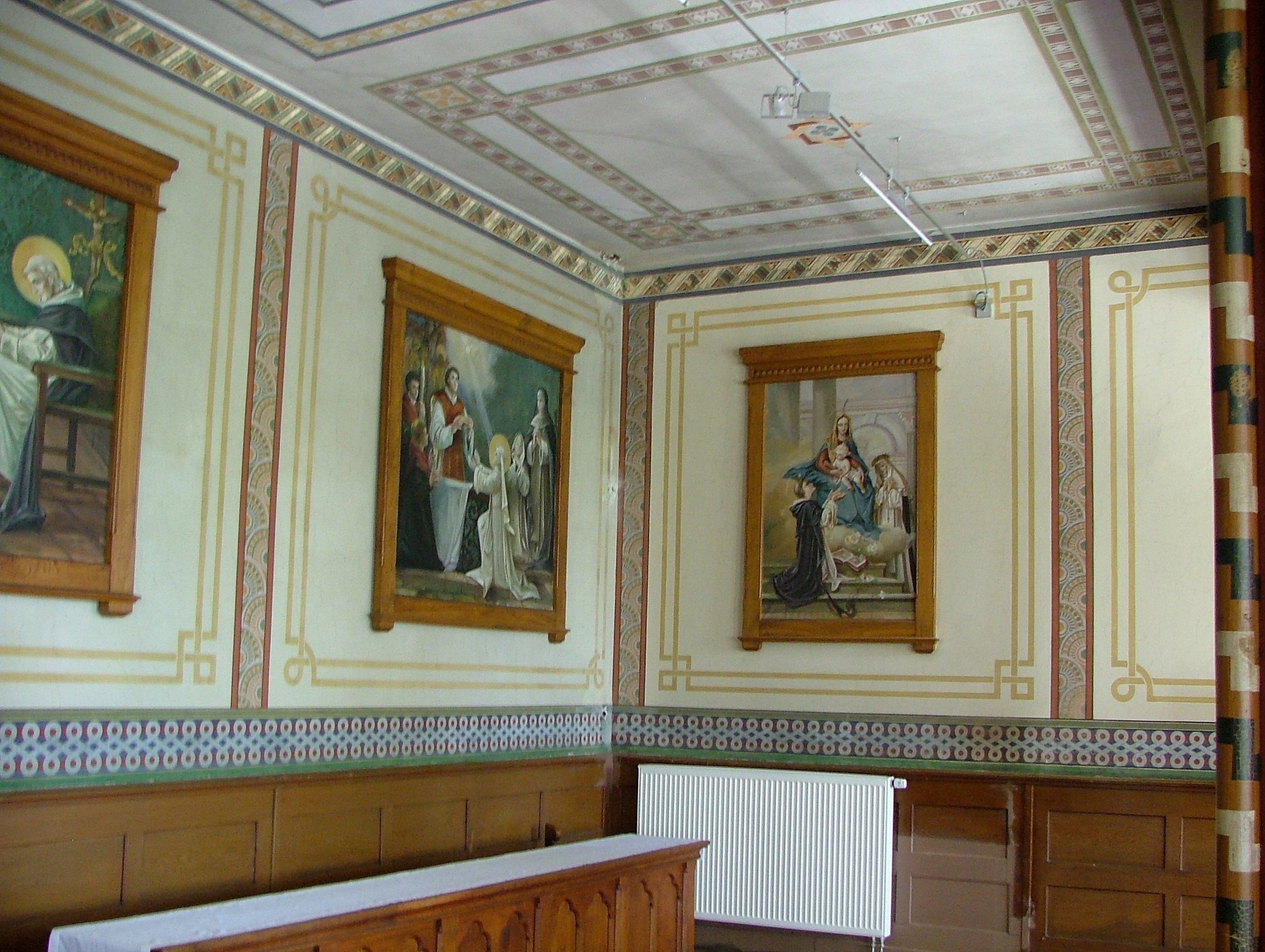
Speisesaal, bezw. Refektorium
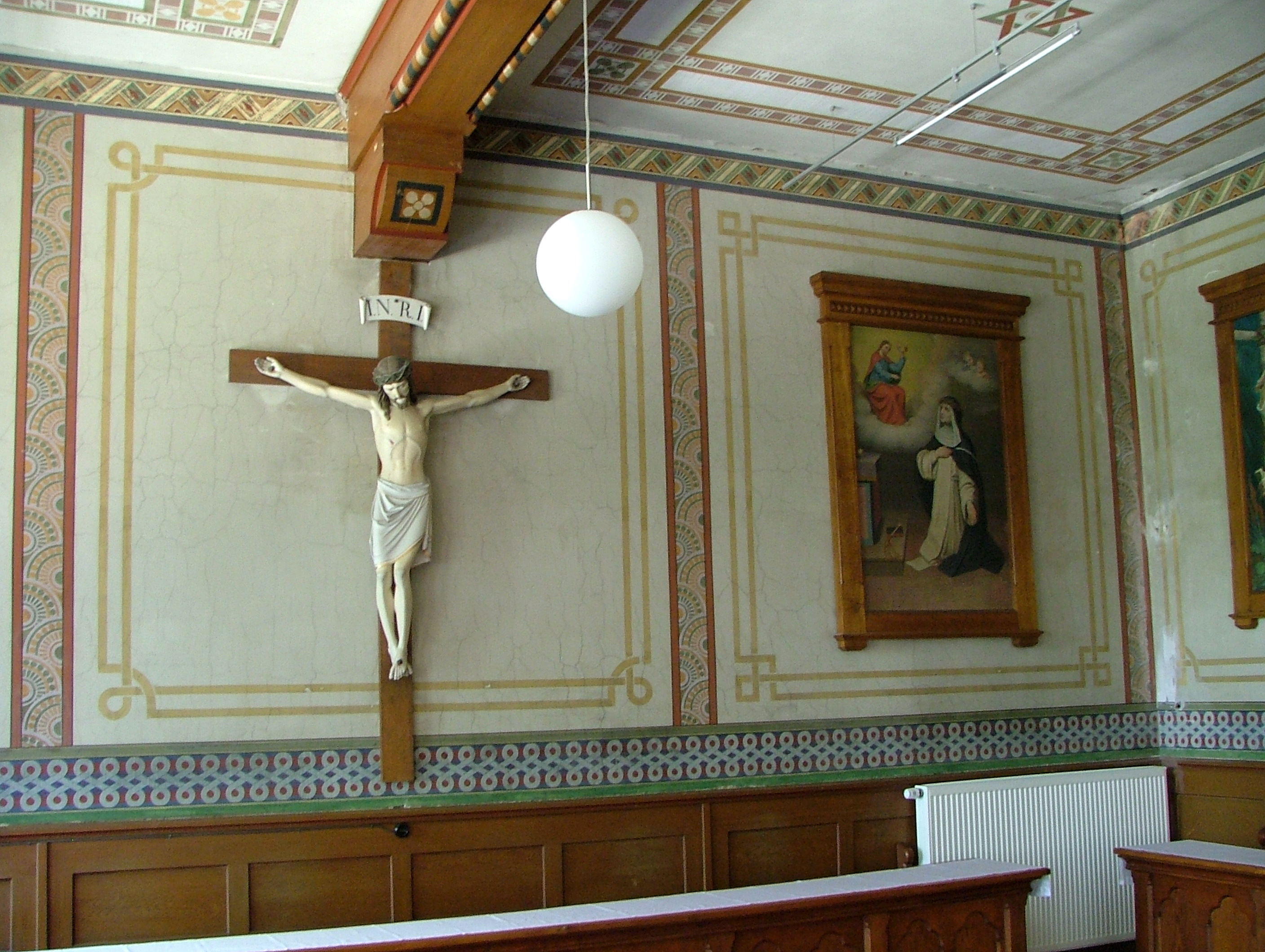
Schmuckbänder verzieren das Refektorium.
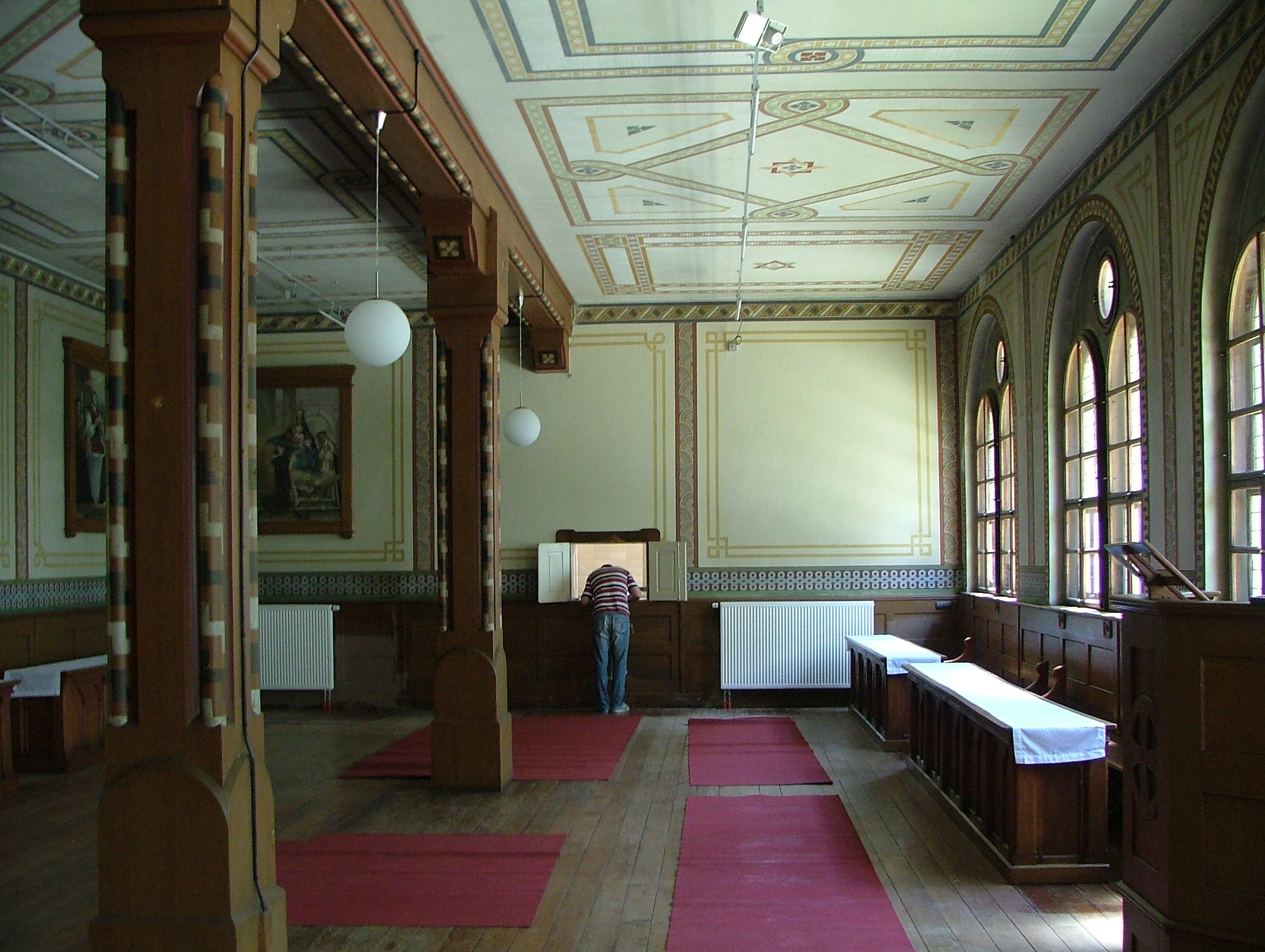
Die Durchreiche verbindet Refektorium und Küche.
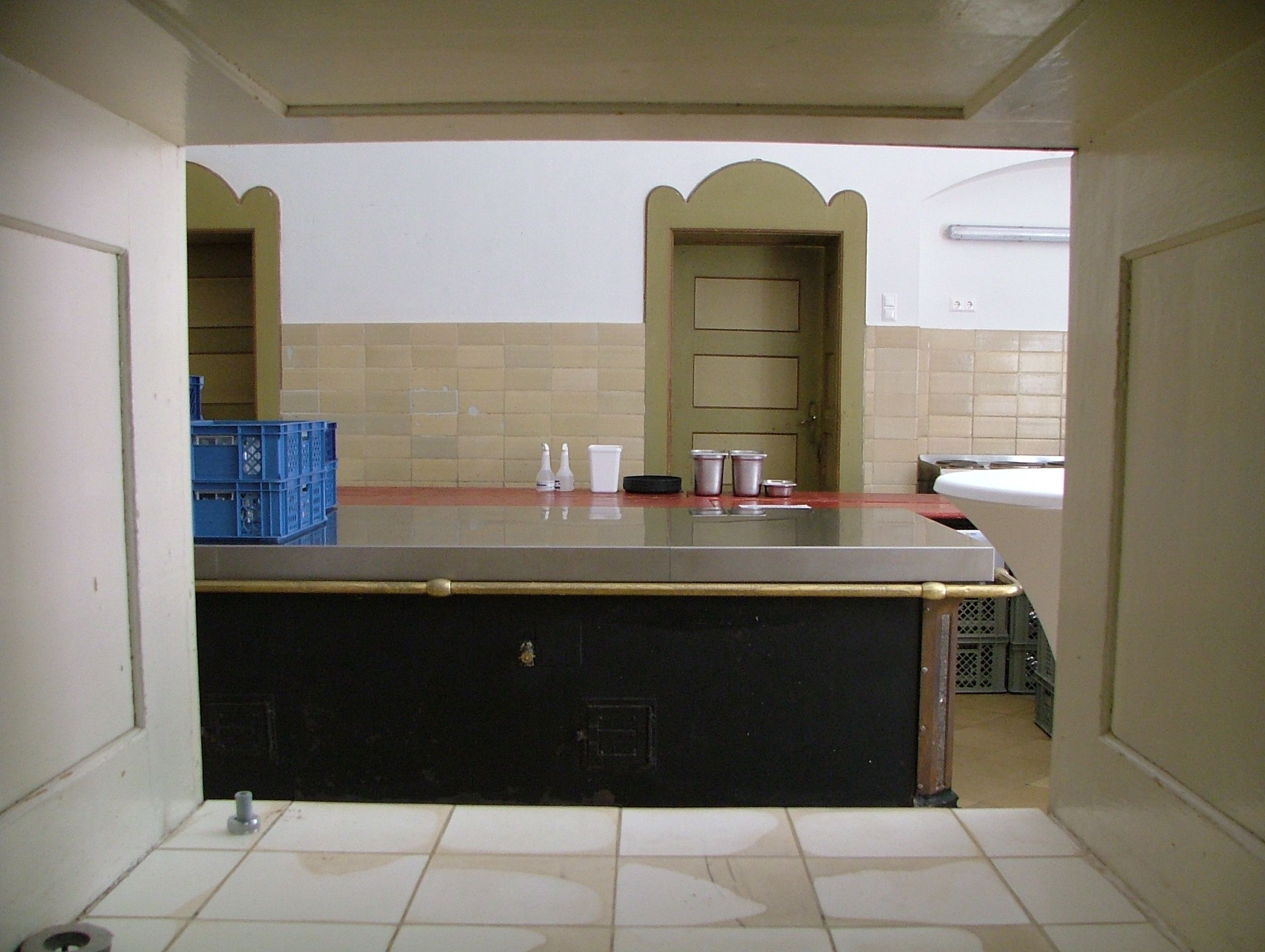
Blick durch die Durchreiche in die Küche
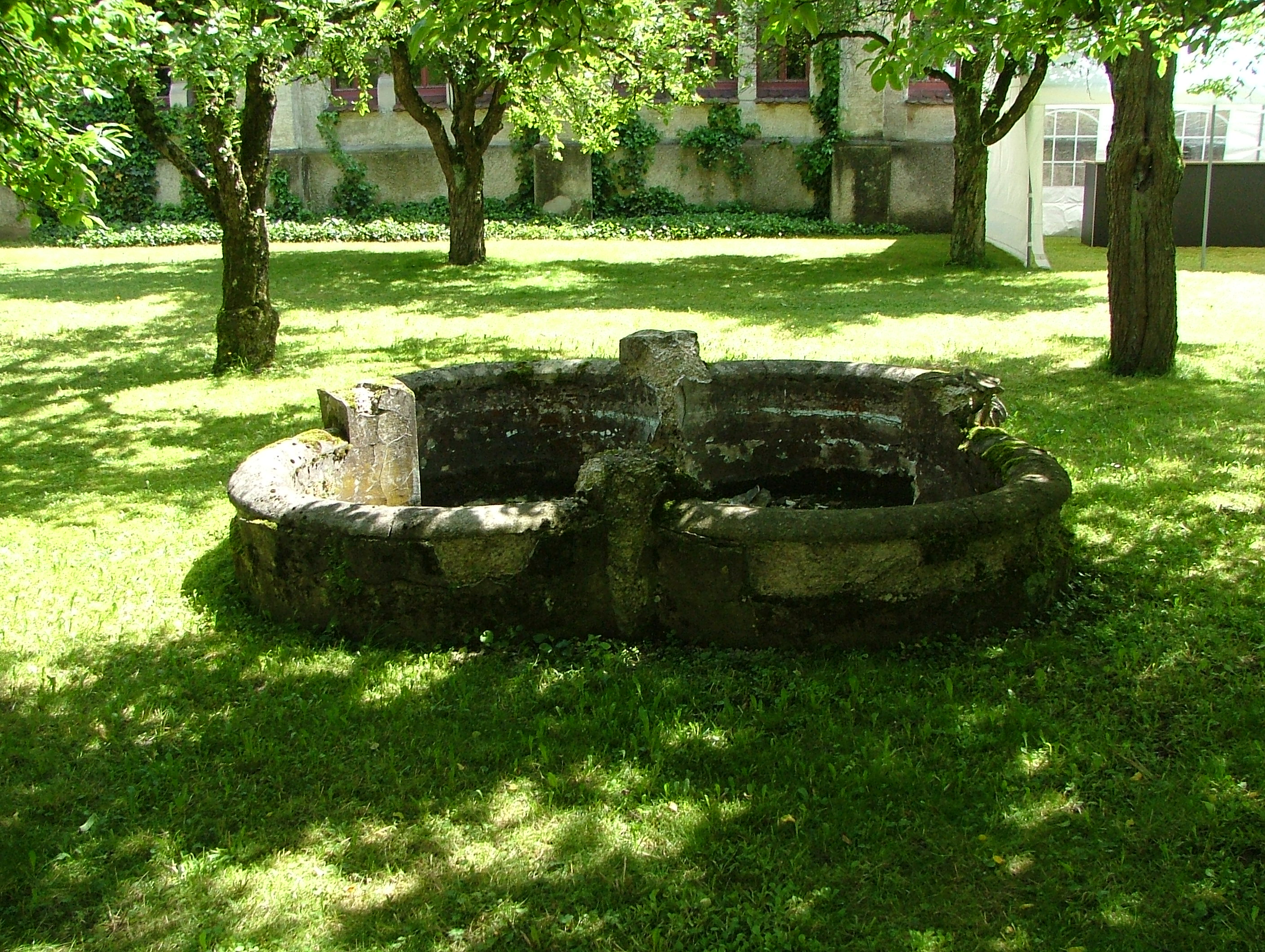
Der vierteilige Brunnen teilt den Klostergarten in vier Quadrate.
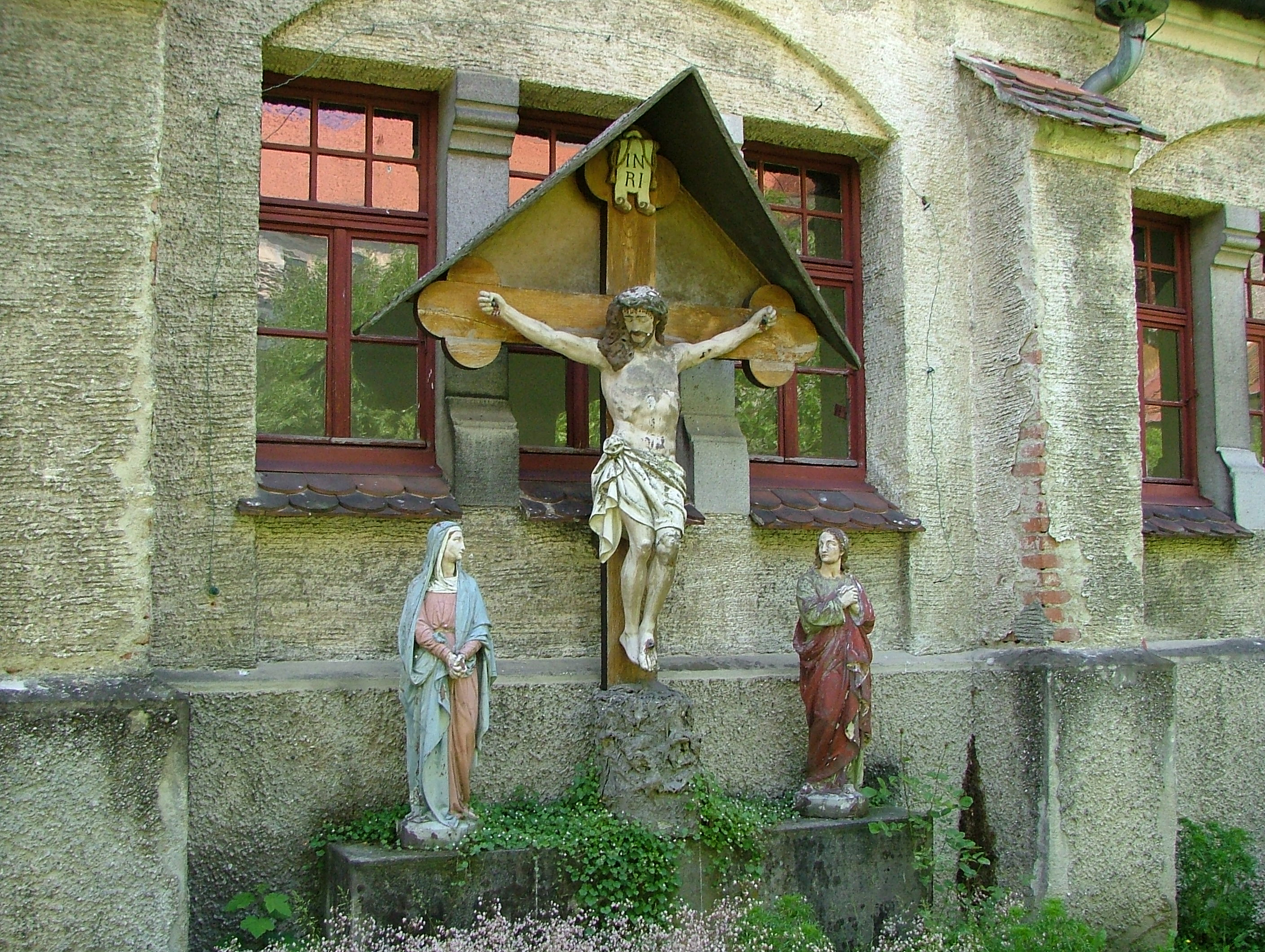
Kreuzigungsgruppe im Klostergarten
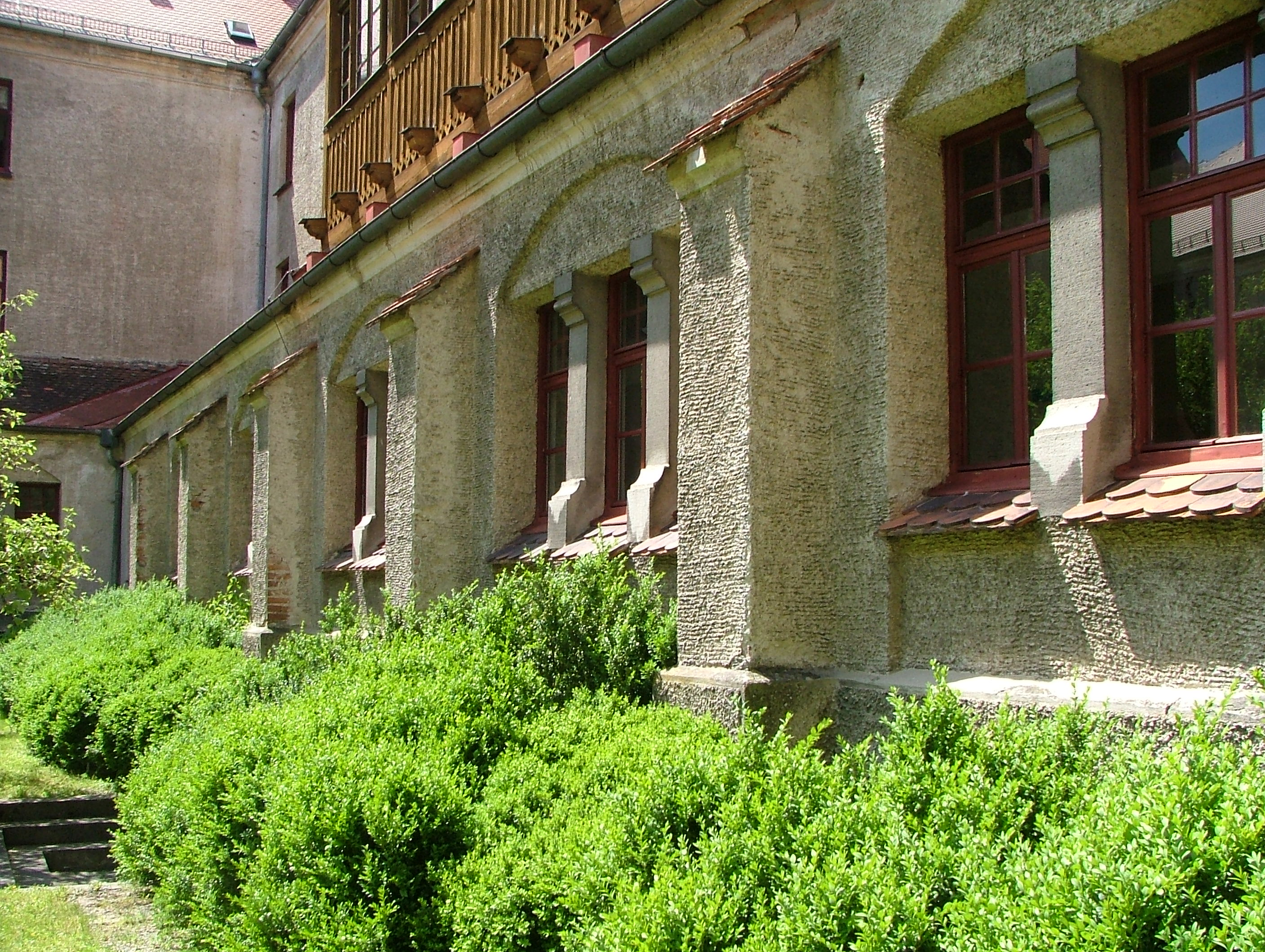
Klostergarten mit dem Kreuzgang
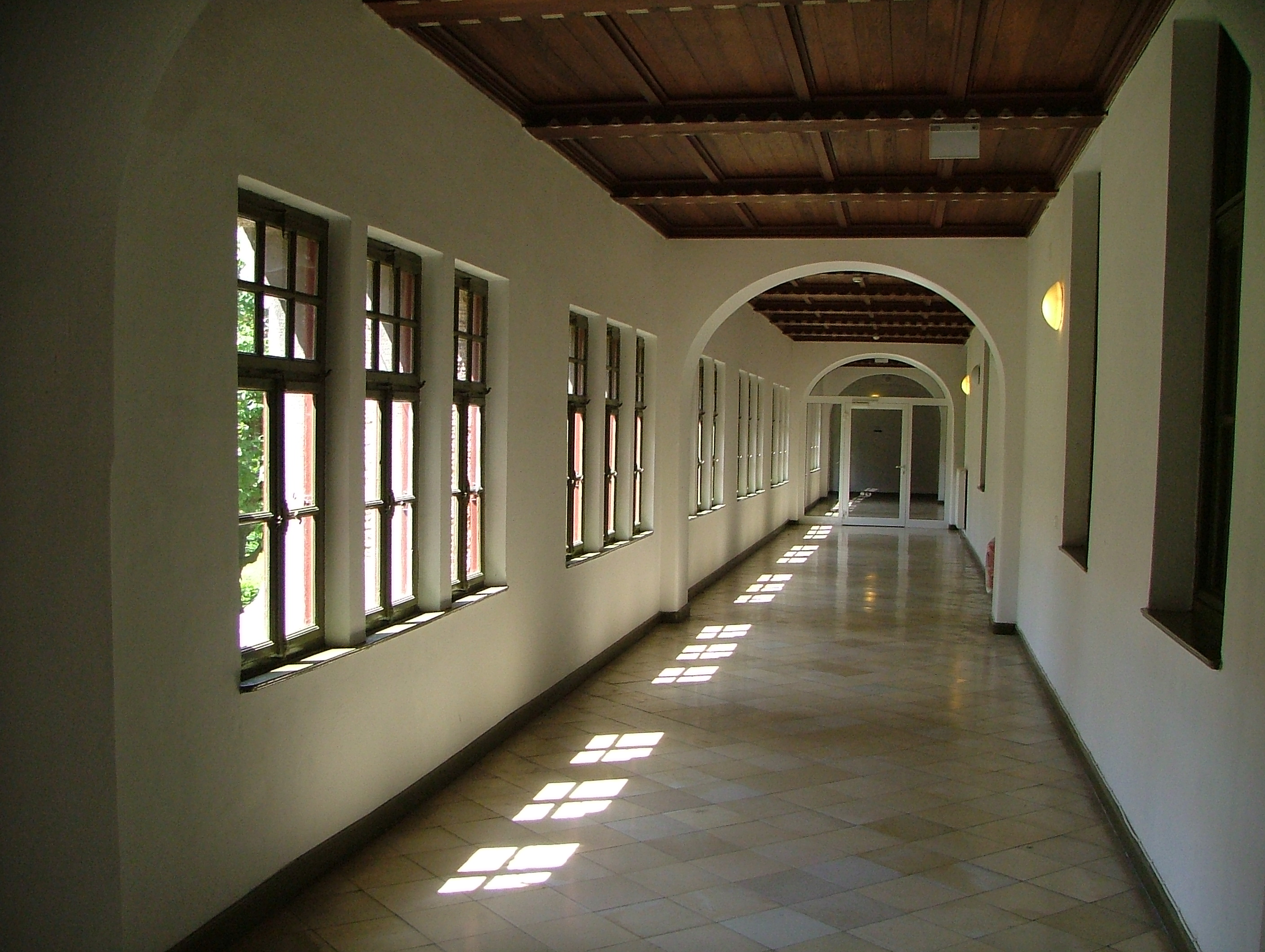
Kreuzgang